# Sávos szitakötő
A sávos szitakötő (Calopteryx splendens) a rovarok (Insecta) osztályának szitakötők (Odonata) rendjébe, ezen belül az egyenlő szárnyú szitakötők (Zygoptera) alrendjébe és a színes szárnyú szitakötők (Calopterygidae) családjába tartozó faj.

## Előfordulása
A sávos szitakötő egész Európában honos, Anatóliáig és Észak-Afrikáig. A hegységekben 1200 méter magasságig hatol fel. Korábban Közép-Európa leggyakoribb szitakötői közé tartozott. Napjainkban élőhelyei nagymértékben megfogyatkoztak.

## Megjelenése
Ez a szitakötőfaj 5 centiméter hosszúsága és 7 centiméteres szárnyfesztávolsága miatt némileg nagyobb termetű, mint a hozzá hasonló kisasszony-szitakötő (Calopteryx virgo), amelytől a hímek a szárnyukon levő sötétkéken csillogó harántsáv alapján jól megkülönböztethetők. A nőstények szárnya a kisasszony-szitakötőével ellentétben áttetsző, világoszöld. A hímeken a szárnyhártyácska, a nőstényeken a szárnyerek színesek.

## Életmódja
A sávos szitakötő a napsütötte vizeket kedveli, amelyek partján nád vagy sás nő. A kisasszony-szitakötővel ellentétben ez a faj szélesebb, lassú folyású patakok és folyók mentén él. Az állatok többnyire 1 méterig terjedő magasságban faágakon vagy köveken tartózkodnak a víz felszíne fölött. A sávos szitakötő rovarokkal és más apró gerinctelen állattal táplálkozik.